# 1532 год в науке
В 1532 году произошли различные научные и технологические события, некоторые из которых представлены ниже.

## Публикации
- Петер Апиан:
  - «Ein Bericht der Kurtzer Observation unnd urtels des Jűngst erschinnen Cometen» (наблюдения за кометой)
  - «Quadrans astronomicus Apiani» (про астрономический квадрант).
- Отто Брунфельс опубликовал книгу о травах[1].
- Оронций Финеус: «De Mundi Sphaera, sive Cosmographia, primáve Astronomiae parte. Libri V. Ab ipso Authore recogniti, aucti, ac prorsus renovati: seorsúmq[ue] in studio sorum gratiam absque commentariis recenter impressi».

## Родились
См. также: Категория:Родившиеся в 1532 году
- Джон Хокинс, английский мореплаватель, работорговец, корсар (умер в 1595 году).
- Педро Сармьенто де Гамбоа, испанский учёный-энциклопедист, мореплаватель, автор книги по истории инков (умер в 1592 году).
- Фабрицио Морденте, итальянский математик (умер в 1608 году).

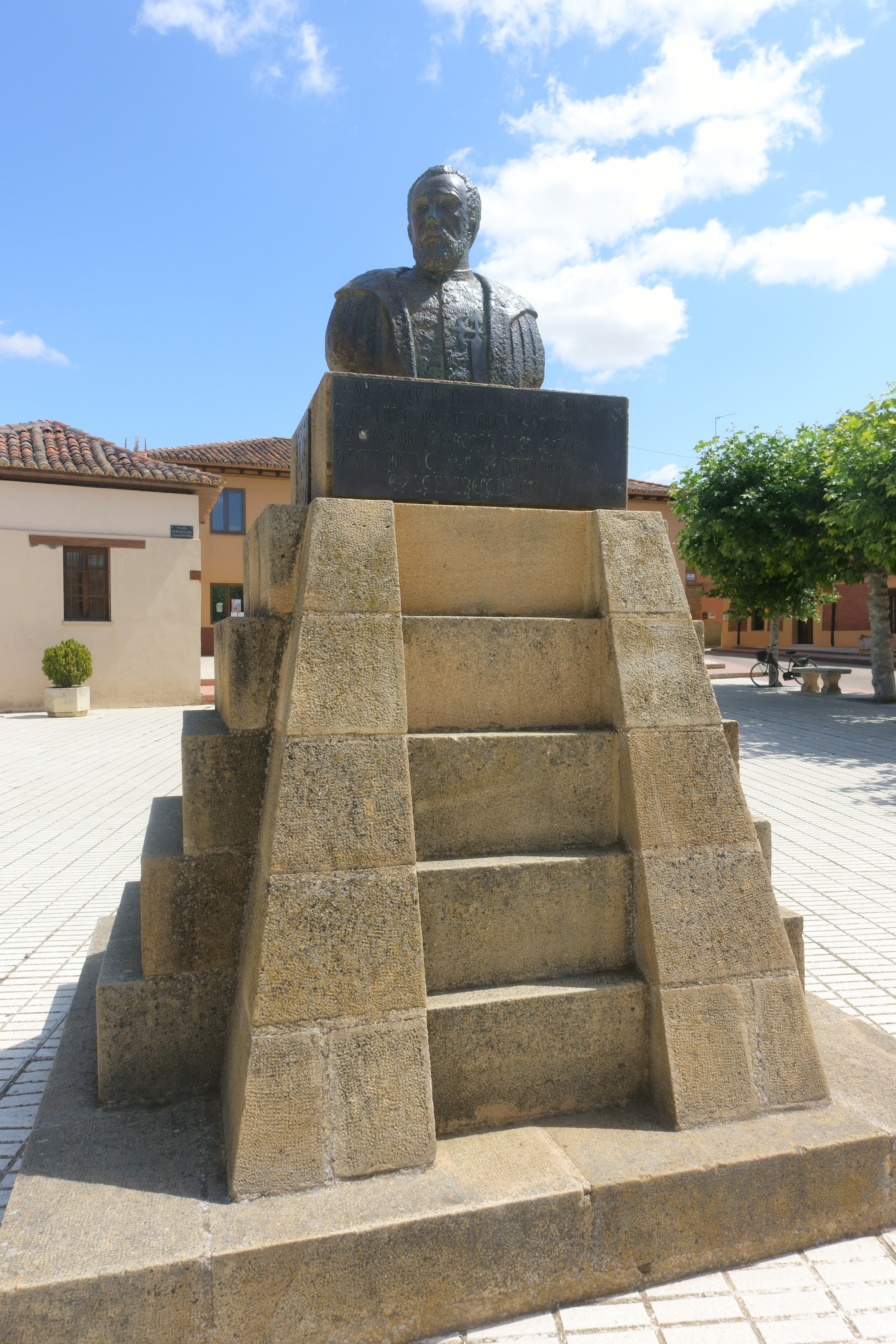
Памятник Диего де Ордасу в Кастроверде-де-Кампос

## Скончались
См. также: Категория:Умершие в 1532 году
- Диего де Ордас, испанский исследователь (род. в 1480 году).